# Маршал Перу
Маршал Перу (исп. Mariscal Del Perú) или Великий маршал Перу (исп. Gran Mariscal Del Perú) (также Великий адмирал Перу (исп. Gran Almirante Del Perú)) — высшее воинское звание Вооружённых сил Перу.

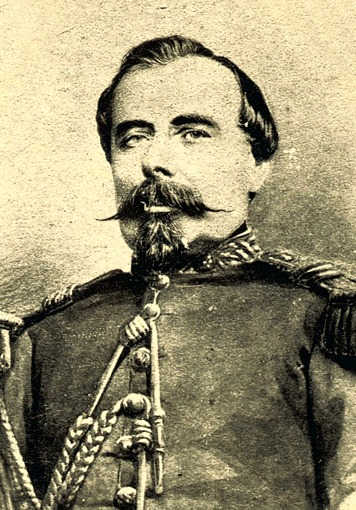
Франсиско Болоньези — один из носителей данного звания (1989 год).

Следует за званиями «Генерал армии» (исп. General de Ejército), «Генерал авиации» (исп. General del Aire) и «Адмирал» (исп. Almirante) и является высшим званием для военнослужащих Вооружённых сил.

## Положение о звании
Звание присваивается офицерам, одержавшим победу в войне и проявившим при этом доблесть и мужество.

## Список маршалов Перу
- 1821 — Торибио де Лузуриага[исп.]
- 1823:
  - Хосе де ла Рива Агуэро
  - Антонио Хосе Сукре
  - Мариано Некочеа[англ.]
  - Хосе де ла Мар
- 1828 — Августин Гамарра
- 1834:
  - Уильям Миллер[англ.]
  - Бернардо О’Хиггинс
  - Доминго Ньето
  - Рамон Кастилья
  - Мигель де Сан-Роман
- 1919 — Андрес Авелино Касерес
- 1939 — Оскар Раймундо Бенавидес
- 1946 —  Элой Гаспар Урета
- 1967 — Мигель Грау (посмертно присвоено звание Великого адмирала Перу)
- 1989 — Франсиско Болоньези
- 1991 — Хосе Абелардо Киньонес Гонсалес (посмертно присвоено звание Великого маршала авиации Перу)